# Гунбьёрн
Гу́нбьёрн (устар. Гунбьёрна-Фьельд; дат. Gunnbjørns Fjeld) — самая высокая гора Гренландии (Дания) и наивысшая точка Арктики. Принадлежит горной системе Уоткинса. Находится в поясе гор, высота которых превышает 2500 м. Расположена на юго-востоке острова, в 100 км от Датского пролива.
Получила своё название в честь первооткрывателя Гренландии Гунбьёрна Ульфсона.
В исландских сагах гора упоминалась под именем Хвитсерк, что буквально означает «белый сарафан».
Первое задокументированное восхождение на Гунбьёрн было совершено 16 августа 1935 года Августином Курто, Джеком Лонглендом, Эбби Мунком, Х. Г. Уагером и Лоуренсом Уагером. Первое российское восхождение — 24 мая 2011 года.